# Neyza

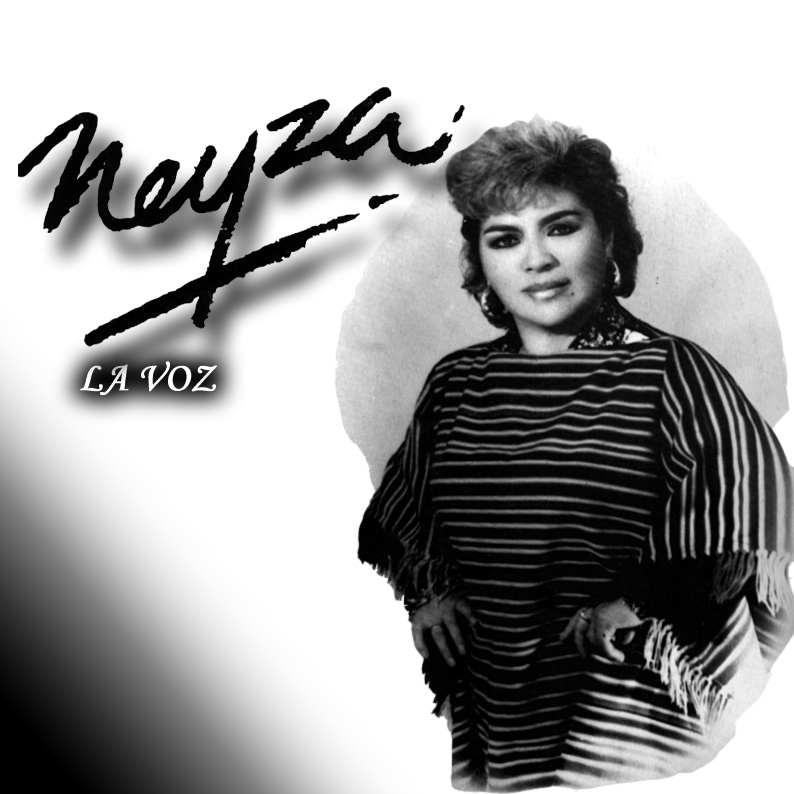
Neyza la voz de las maracas o de la salsa

Neyza Gómez, conocida como Neyza, es una cantante de música folclórica, presentadora de televisión y locutora de radio boliviana.

## Biografía
Neyza cuenta con estudios académicos y universitarios. Hoy más conocida como NEYZA la voz, ha interpretado dos placas discográficas en el género folclórico boliviano, Nueva Época y Bolivia, ambas consideradas en su tiempo en los primeros lugares del ranking nacional boliviano.  
Neyza fue a los Estados Unidos en la década del 2000.  
En el 2001 grabó su nuevo álbum discográfico en propios estudios Meriles & Smith Prod. bajo la dirección de un joven músico y maestro llamado Héctor Meriles A. quien llega exclusivamente desde Noruega para producir artísticamente la grabación de su disco, imprimiendo su sello en el manejo de la guitarra, el que posteriormente dirigiría y produciría la instrumentación en Europa con músicos profesionales dando un toque único e internacional a la producción CD Canto al amor. 

## Arte
Neyza como artista, comunicadora, productora, educadora y conductora de programas difundidos en televisión y Radio, ha renovado la expresión del talento boliviano a un público internacional, con una propuesta exquisita junto a virtuosos músicos.

### Estilo musical
Entre sus canciones conocidas se pueden mencionar Huachi torito, Noche de Paz, Antes de partir, Pastorsito indio, Bolivia, Vibren los Andes, Sinceramente,K'arallanta, Quiero hablar de amor, La gloria eres tú, entre otras.
En el 2007 Neyza hizo dos canciones para las festividades del Carnaval de Oruro-Bolivia a dos conocidas fraternidades, grupos de danza tradicional boliviana, Morenada Central de Oruro y Sambos Illimani.
Posteriormente  realizó la filmación del videoclip en Denver, Colorado, junto a los Sambos USA. Estas canciones tituladas Moreno apasionado (morenada) y Mientes (caporal) las cuales actualmente son emitidas por medios de comunicación en Bolivia. Canciones que forman parte del nuevo CD REENCUENTRO 2010.

### Discografía

##### El CD Reencuentro 2010
El concepto de REENCUENTRO, el CD, se basa en aspectos fundamentales: La diversidad que encierra este maravilloso país andino, tanto en su cosmovisión, sincretismo, sociedad, cultura y geografía, viable en posibilidad de crear una imagen de unión y el reencuentro de bolivianos y latinoamericanos a través de la música. 
El 2010, finalmente se realiza el lanzamiento al mercado del nuevo CD de NEYZA titulado REENCUENTRO, el cual se lo viene promocionando de manera virtual a nivel mundial, llega finalmente el momento en que Neyza arriba a su tierra natal para la promoción de este destacado material. El tiempo, la distancia y el amor a su terruño hicieron que Neyza sienta esa emoción profunda de identidad con Latinoamérica y más aún con Bolivia. Estos fueron aspectos importantes para el desarrollo de este proyecto que en conclusión se plasma en este REENCUENTRO con Bolivia y bolivianos a través del concepto del título del mencionado CD y su música. 
En 2020 participó en Factor X.